# Dzików (Basse-Silésie)
Pour les articles homonymes, voir Dzików.
Dzików est une localité polonaise de la gmina de Gaworzyce, située dans le powiat de Polkowice en voïvodie de Basse-Silésie.